# Pere Montserrat i Recoder
Pere Montserrat i Recoder (català: Pere Montserrat)  (Mataró, 8 d'agost de 1918 - Jaca, 4 de febrer de 2017) és un botànic i ecòleg català. El seu interès són els pteridòfits, els espermatòfits, les pastures i l'ecologia de muntanya. Va ser cofundador l'any 1964 de l'Instituto Pirenaico de Ecología (CSIC) de Jaca, on va exercir de professor d'investigació
La seva vocació per la botànica es va despertar de ben jove a la seva ciutat i el 1936 ja tenia un herbari de 300 plantes. El 1945 es va llicenciar en Ciències Naturals per la Universitat de Barcelona.